# Sycetta conifera
Sycetta conifera är en svampdjursart som först beskrevs av Ernst Haeckel 1870.  Sycetta conifera ingår i släktet Sycetta och familjen Sycettidae. Inga underarter finns listade i Catalogue of Life.